# 匙叶凤仙花
匙叶凤仙花（学名：Impatiens spathulata），为凤仙花科凤仙花属下的一个种。

## 扩展阅读
維基物種上的相關：匙叶凤仙花